# Franz Hayler
Franz Hayler (Schwarzenfeld, 29. kolovoza 1900. – Aschau Chiemgau, 11. rujna 1972.), državni tajnik Trećeg Reicha.

## Političko djelovanje
Franz Hayler je bio slobodan trgovac koji za vrijeme Trećeg Reicha postaje državni tajnik i sudjeluje kao član NSDAP-a i SS-a. U politiku ulazi rano, boreći se u "Bund Oberland Freikorpsu" protiv "Münchner Räterepublika" u regiji Ruhr i Gornjoj Silesiji. Bio je sudionik Münchenskog puča. Dana 1. prosinca 1931. pridružio se NSDAP-u kao član br. 754133, i 23. ožujka 1934. također u SS (član br. 64697), gdje 1939. dobiva čin Standartenführera, i kasnije Brigadeführera SD-ovog glavnog ureda.
Hayler, koji je bio slobodni trgovac još od 1927., je zauzeo urede u mnogim gospodarskim tvrtkama, postajući u svibnju 1933. vođa REKOFEI-a, i od 1934. do 1943. vođa "Gospodarske Grupe Preprodavača. 1938. postaje vođa "Reichsgruppe Handel" (Reichova Grupa Trgovca).
Prije 11. rujna 1942. i kraja Drugog svjetskog rata, bio je član Reichstaga, na mjestu u Reichovom gospodarskom ministarstvu u 1943. gdje je postao državni tajnik i agent Reichovog gospodarskog ministarstva.